# Dognina veltini
Dognina veltini är en fjärilsart som beskrevs av Paul Dognin 1890. Dognina veltini ingår i släktet Dognina och familjen tandspinnare. Inga underarter finns listade i Catalogue of Life.